# Poecilosomella furcata
Poecilosomella furcata är en tvåvingeart som beskrevs av Oswald Duda 1925. Poecilosomella furcata ingår i släktet Poecilosomella och familjen hoppflugor. Inga underarter finns listade i Catalogue of Life.